# プラムポックスウイルス

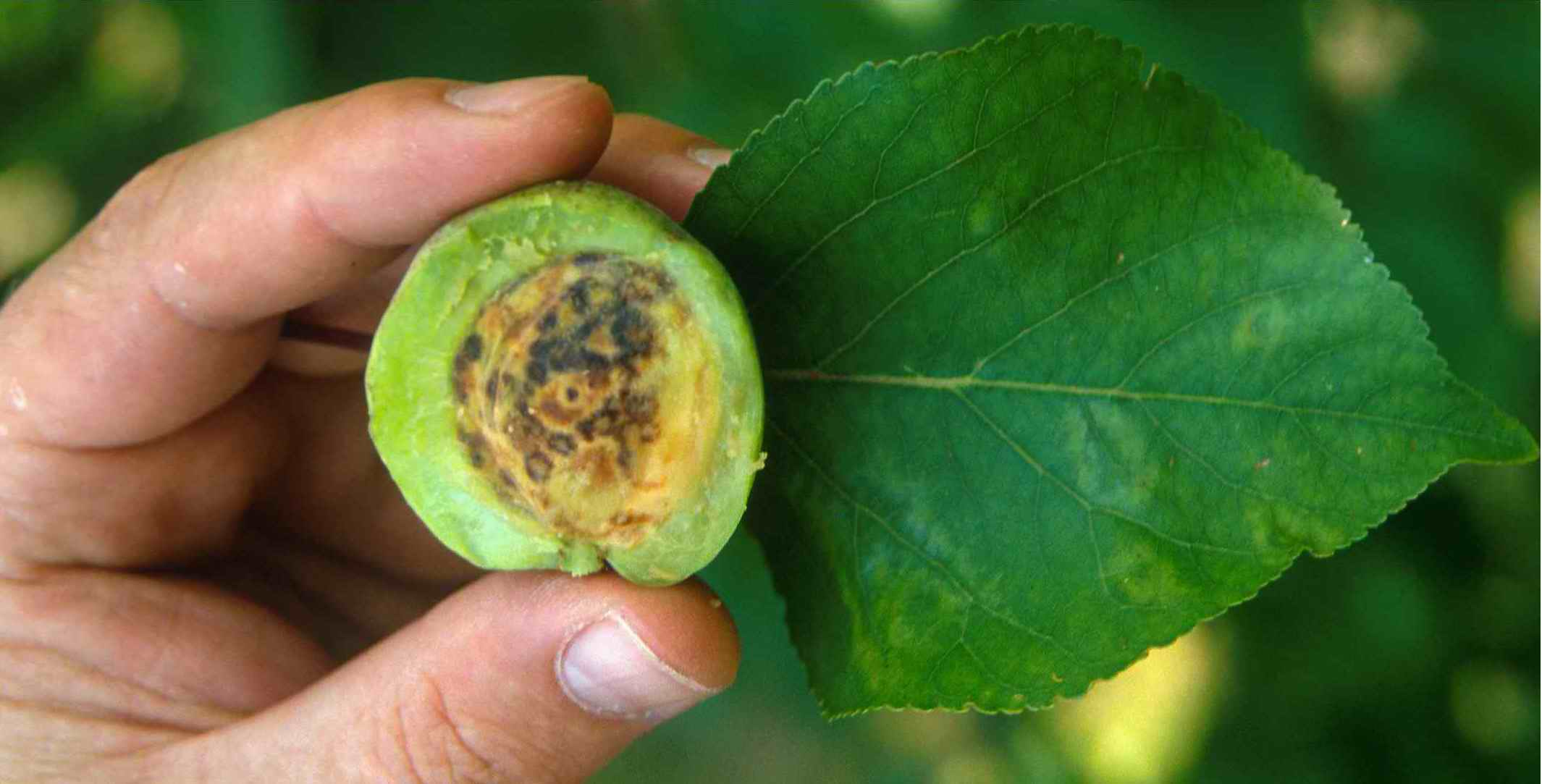
プラムポックスウイルスに感染したアンズ

プラム・ポックス・ウイルス（Plum pox virus、PPV）とは、サクラ属に感染する植物ウイルスである。ウメ輪紋ウイルスという別名もある。

## 概要
果樹が感染すると、葉や花弁や外果皮に斑紋が現れるとともに早期落果により収穫量が減る。感染した果実を食用としても人体に害はないが、商品価値はほぼゼロとなるため、果樹農家にとっては減収になるうえ、木を伐採せざるをえず、経営上の大きな脅威となる。
1915年にブルガリアで発見されて以降、世界各地で発生が確認されるようになった。日本では、2009年に初めて東京都青梅市の吉野梅郷で感染を確認した。ウメで感染が確認されたのは世界初。

## 感染する種
サクラ属のモモ、スモモ、ウメ、ネクタリン、アンズなど。
日本の植物防疫所は以下の植物を「緊急防除で規制の対象となる植物」としており、防除区域からの持ち出し等が規制されている（2017年10月現在）。
- サクラ属植物（ただしサクラ節を除く）
  - ウメ、モモ（ハナモモも）、ネクタリン、スモモ、ユスラウメ、ニワウメ、アメリカスモモ、オウトウ（サクランボ）（セイヨウミザクラ）、アンズ（アプリコット）、セイヨウスモモ（プルーン）、ニワザクラ、アーモンド、など。　
  - （平成25年12月、サクラ属でもヤマザクラやソメイヨシノが含まれる「サクラ節」の植物は規制対象外となった）
- セイヨウマユミ（ニシキギ科ニシキギ属、Euonymus europaeus）
- ナガバクコ（ナス科クコ属、Lycium barbarum）
- ヨウシュイボタ（モクセイ科イボタノキ属、Ligustrum vulgare、別名：セイヨウイボタ、英名：common privet、european privet）

## 感染経路

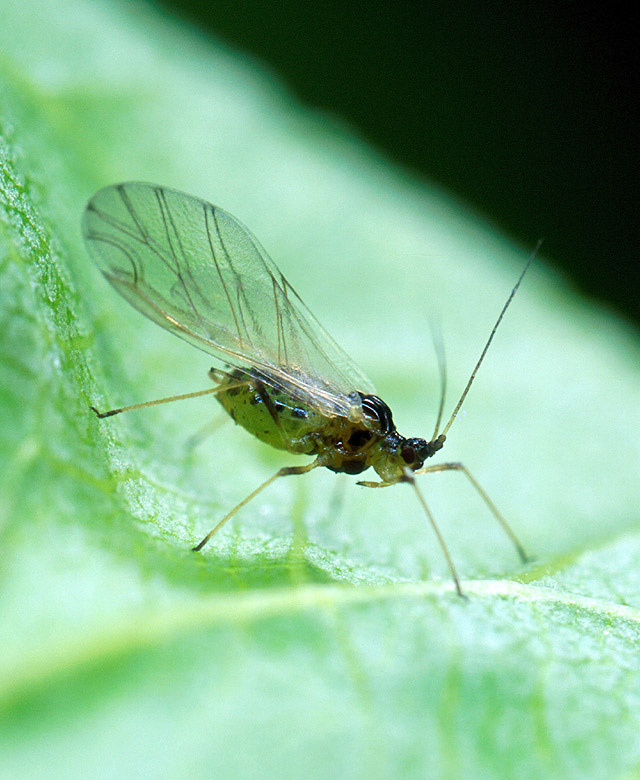
媒介となる虫

感染経路は、アブラムシが媒介するほか、感染した苗木などから広がる。果実からは感染しない。

## 被害
世界の被害額は、過去30年で1兆4000億円を超える。
日本では、感染が最初に見つかった東京都青梅市周辺で被害が大きい。他地域のウイルスにもRNAの一致がみられ、全て青梅市が感染源と考えられている。東京都のほか、兵庫県、大阪府、愛知県、神奈川県でも感染が見つかっている。

### 発生国
発生が確認された主な国。既に根絶宣言した国もある。
- ヨーロッパ：ブルガリア、オランダ、ベルギー、フランス、イタリア
- アジア：中華人民共和国、イラン、インド、トルコ、日本
- アフリカ大陸のエジプト
- 北アメリカ：アメリカ合衆国、カナダ
- 南アメリカ：アルゼンチン、チリ

## 対策
治療法や予防薬は2012年3月18日現在見つかっておらず、感染拡大防止策しかない。アブラムシの駆除、感染樹や周辺の樹木の伐採、感染地域の苗木の移植規制などが行われている。伐採後は潜伏期間を考慮し、一定期間再植樹しない。
徹底した封じ込めにより、既に根絶宣言した国もある。

### 日本政府の対策
果樹園では、感染した樹の割合が10%以上なら全て伐採、10%未満なら感染樹及び隣接している木の伐採だが、公園や個人の庭木では、観光への影響を考慮し、感染樹のみ伐採する。このようなダブルスタンダードの分け隔ては他の国では無い。伐採は2012年3月までで1万本に及ぶ。
- 感染した植物および感染の恐れのある植物については抜根し、焼却などの措置を実施[4]。
- 伐採後3年間はウメの植樹禁止[5]。
- 防除区域からの規制対象植物の生植物（苗木、切り花、切り枝など）の持ち出し禁止（種子及び果実を除く）[5][4]。